# Menrath
Menrath ist ein Ortsteil in Unterodenthal in der Gemeinde Odenthal im Rheinisch-Bergischen Kreis. Er liegt an der Altenberger-Dom-Straße unweit von Schloss Strauweiler.

## Geschichte
Der Name Menrath setzt sich zusammen aus „mene, menne“ mit der Bedeutung Landweg, Treibweg, Fahrweg und „rode, rath“ mit der Bedeutung Rodung. Erstmals wurde das heutige Menrath als Hof Menrath  in einer Urkunde vom 30. Januar 1237 erwähnt, mit der die Güter aufgezählt wurden, die der Abtei Altenberg gehörten. Für das Jahr 1399 wurde berichtet, dass Menrath zum Hofgericht Altenberg gehöre. Aus dem Einnahmeregister der Abtei Altenberg für die Jahre 1499–1502 geht hervor, dass das Gut Menrath jährlich 20 Malter Hafer, 3 Malter Gerste, 6 Hühner, 100 Eier, 1 Malter Roggen und ein halbes Schwein an die Abtei zu liefern hatte.
Während des Spanischen Erbfolgekriegs hatten auch die Odenthaler ihre Beiträge zur Landesverteidigung zu leisten. In diesem Zusammenhang wird unter anderem ein Jan Menrather Halfen aufgelistet. Er hatte eine Palisade, 16 Faschinen und 48 Pfähle zu stellen.
Die Topographia Ducatus Montani des Erich Philipp Ploennies, Blatt Amt Miselohe, belegt, dass der Wohnplatz 1715 als Freyhof kategorisiert wurde und mit Menrad bezeichnet wurde.
Aus Carl Friedrich von Wiebekings Charte des Herzogthums Berg 1789 geht hervor, dass Menrath zu dieser Zeit Teil von Unterodenthal in der Herrschaft Odenthal war.
Unter der französischen Verwaltung zwischen 1806 und 1813 wurde die Herrschaft aufgelöst. Menrath wurde politisch der Mairie Odenthal im Kanton Bensberg zugeordnet. 1816 wandelten die Preußen die Mairie zur Bürgermeisterei Odenthal im Kreis Mülheim am Rhein. 
Der Ort ist auf der Topographischen Aufnahme der Rheinlande von 1824, auf der Preußischen Uraufnahme von 1840 und ab der Preußischen Neuaufnahme von 1892 auf Messtischblättern regelmäßig als Menrath verzeichnet. 
| Jahr | Einwohner | Wohn- gebäude | Kategorie             |
| ---- | --------- | ------------- | --------------------- |
| 1830 | 20        |               | Ackergut              |
| 1845 | 12        | 1             | Kotten und Ackergüter |
| 1871 | 23        | 3             | Hofgüter              |
| 1885 | 17        | 3             | Ortschaft             |
| 1895 | 12        | 2             | Ortschaft             |
| 1905 | 12        | 2             | Ortschaft             |